# Arjaana Stal-ool
Arjaana Stal-ool (Russisch: Аржаана Стал-оол) is een Russische zangeres en actrice, afkomstig uit de deelrepubliek Toeva.

## Biografie
Stal-ool verwierf internationale bekendheid door deel te nemen aan diverse zangwedstrijden op televisie. Zo won ze in 2014, de Russische wedstrijd Ural-mono dat georganiseerd werd in Oefa, Basjkirostan. In deze competitie versloeg ze vele andere kandidaten afkomstig uit zowel binnenland (Altaj, Dagestan) als buitenland (Oezbekistan).
Hierdoor mocht ze ook optreden voor eigen volk in de Toevaanse hoofdstad Kyzyl. En vervolgens ook in Oelan-Oede, de hoofdstad van de naburige deelrepubliek Boerjatië.
Gedurende het najaar van 2015 is ze de hoofdrolspeelster in een toneelstuk dat loopt in het Nationaal muziek- en dramatheater van Toeva. Verder is ze zangeres in haar folkgroep Өдүген.
In oktober 2015 werd zij uitgekozen om Toeva te vertegenwoordigen op het Türkvizyonsongfestival 2015. Ze zou in de halve finale aantreden met het Toevaanse lied Tuvam, wat Mijn Toeva betekent. Als ze zich had kunnen kwalificeren zou het de eerste keer zijn dat een Toevaanse act was doorstoten tot de finale. Uiteindelijk was zij helemaal niet op het festival te zien aangezien de Toevaanse omroep zich terugtrok nadat de Russische overheid het gevraagd had vanwege het neerhalen van een Russisch vliegtuig - al dan niet - boven Turks grondgebied.